# Ũ
Ũ é a vigésima nona letra do atual alfabeto guarani, deriva da letra U indicando a nasalização da vogal com um til. Na grafia antiga, a nasalização era indicada utilizando um trema sobre a letra Ü.
Na grafia antiga portuguesa do século XVIII e anteriores, o artigo definido "o" era substituído por "hũ". 